# Funkcje minimum i maksimum
Funkcje minimum i maksimum – funkcje przypisujące zbiorowi częściowo uporządkowanemu jego odpowiednio element najmniejszy i największy (o ile takie elementy istnieją). Często w zastosowaniach praktycznych rozważany zbiór ma skończenie wiele elementów (np. tylko dwa).

## Zbiory liczbowe
Minimum i maksimum formalnie są funkcjami przypisującymi parze liczb rzeczywistych {\displaystyle \mathbb {R} } odpowiednio mniejszą (w przypadku minimum) i większą (w przypadku maksimum) z tych liczb. Dokładniej, dla {\displaystyle x,y\in \mathbb {R} } funkcje te dane są wzorami:
{\displaystyle \min(x,y)={\begin{cases}y,&{\mbox{gdy }}x\geqslant y\\x,&{\mbox{gdy }}y\geqslant x\end{cases}},}
{\displaystyle \max(x,y)={\begin{cases}x,&{\mbox{gdy }}x\geqslant y\\y,&{\mbox{gdy }}y\geqslant x\end{cases}}.}
Funkcje minimum i maksimum można zapisać jawnymi wzorami:
{\displaystyle \min(x,y)={\frac {x+y-|x-y|}{2}},}
{\displaystyle \max(x,y)={\frac {x+y+|x-y|}{2}}.}
Odwrotnie, wartość bezwzględną można wyrazić za pomocą funkcji maksimum i minimum:
{\displaystyle |x|=\max(-x,x)\ =-\min(-x,x).}
Ponadto
{\displaystyle \max(x,y)=x+y-\min(x,y),}
{\displaystyle \min(x,y)=x+y-\max(x,y).}
Definicję te można łatwo uogólnić na funkcje skończenie wielu argumentów. Wystarczy zauważyć, że
{\displaystyle \max(x,y,z)=\max(\max(x,y),z)=\max(x,\max(y,z)).}
W ten sposób można zdefiniować rekurencyjnie np.
{\displaystyle \max(x,y,z)=\max(\max(x,y),z),}
{\displaystyle \max(x,y,z,u)=\max(\max(x,y,z),u)=\max(\max(x,y),\max(z,u))} itp.
Podobnie ma się rzecz z funkcją {\displaystyle \min .} Przypadek zbiorów nieskończonych omówiony jest niżej.
W gruncie rzeczy porządek argumentów nie jest istotny, z tego względu funkcje {\displaystyle \max ,\min } definiuje się jako funkcje zbiorów, skracając ich zapis przez pominięcie nawiasów:
{\displaystyle \max A,\min\{1,3,6\}.}

## Definicja ogólna
Dla dowolnego zbioru {\displaystyle P} z danym częściowym porządkiem minimum i maksimum można zdefiniować jako odpowiednio element najmniejszy lub największy:
{\displaystyle \min(P)=x\Leftrightarrow x\in P\land \forall _{p\in P}\;x\leqslant p,}
{\displaystyle \max(P)=x\Leftrightarrow x\in P\land \forall _{p\in P}\;x\geqslant p.}
Dla skończonych zbiorów, jeśli porządek jest liniowy, minimum i maksimum zawsze istnieje. Dla zbiorów nieskończonych już tak nie jest. Np. odcinki (przedziały) obustronnie otwarte {\displaystyle (a,b)} nie mają ani maksimum ani minimum.
Dla skończonego zbioru zachodzi ponadto:
{\displaystyle \min(P)=\inf(P),}
{\displaystyle \max(P)=\sup(P).}
czyli minimum pokrywa się z kresem dolnym zbioru, a maksimum z kresem górnym zbioru. Nie zawsze jest to prawda dla zbiorów nieskończonych, gdzie niekiedy istnieje kres dolny, jednak nie istnieje minimum lub też istnieje kres górny, a nie istnieje maksimum.
Minimum z dowolnego skończonego zbioru liczb rzeczywistych jest też kresem dolnym zbioru wszystkich średnich z elementów tego zbioru. Jest też granicą ciągu uogólnionych średnich rzędu {\displaystyle p} dla {\displaystyle p\to -\infty .}
Maksimum z dowolnego skończonego zbioru liczb rzeczywistych jest też kresem górnym zbioru wszystkich średnich z elementów tego zbioru. Jest też granicą ciągu uogólnionych średnich rzędu {\displaystyle p} dla {\displaystyle p} dla {\displaystyle p\to +\infty .}

## Działania
Można też traktować minimum i maksimum jako dwa działania algebraiczne. Każde z nich jest wewnętrzne, łączne i przemienne, nie posiada jednak elementu odwrotnego, a często także elementu neutralnego, więc tworzy półgrupę przemienną. Niekiedy istnieje element neutralny – jest to dla minimum największy element dziedziny, a dla maksimum jej najmniejszy element.
Niektóre języki programowania stosują do minimum i maksimum składnię funkcji (np. C, Java), a niektóre składnię operatora działania (np. SAS 4GL).